# Thirty Eight Minutes (Stargate Atlantis)
Thirty Eight Minutes (38 Minutos) corresponde al cuarto episodio de la primera temporada de la serie de televisión de ciencia ficción Stargate Atlantis.

## Trama
Todo empieza con el Brincacharcos #1 volando deprisa en dirección a un Portal espacial. En su interior, el Mayor Sheppard yace tendido con un insecto alienígeno agarrado a su cuello, mientras Teyla y McKay permanecen a su lado, tratando de ayudarlo. Tan pronto están al alcance, Ford ordena a los dos pilotos marcar la Puerta y contactar a la Dra. Weir en Atlantis e informarle de la situación. Ella ordena preparar una cuarentena para la nave, mientras esta se prepara atravesar el Portal. Sin embargo, sus alerones no se contraen completamente y esto hace que el Puddle Jumper quede atascado a la mitad dentro de la Puerta.
Tras unos minutos inconscientes por el impacto de la nave al atascarse, McKay, Teyla y Ford despiertan y le comunican a Weir de su problema. Ford además cuenta lo sucedido desde que llegaron al planeta, el cual resulta ser aquel donde estuvieron secuestrados por los Wraith. Ellos viajaron de vuelta para hacer reconocimiento de la "fortaleza" Espectro, pero en el lugar ahora solo había un enorme cráter. Tras comprender que en realidad era una nave, deciden volver al Saltador, pero entonces tres Espectros los atacan. McKay agrega que alerones no se contrajeron probablemente debido a que la nave fue alcanzada por varios disparos de los Espectros, mientras huía volando. 
De vuelta en el Jumper atascado, McKay afirma que solo tiene 38 minutos antes de que portal se cierre. En ese caso, la parte delantera que esta desmolécularizada será destruida, mientras la sección de atrás quedara expuesta al vacío del espacio. Debido a ello, tanto él como varios científicos en Atlantis intentan encontrar una manera de retrotraer los alerones, aunque solo consiguen idear cerrar la puerta del compartimiento trasero en caso de que el portal parte la nave.
En tanto, el Dr. Beckett contacta con un entumido Sheppard para preguntarle como ocurrió lo de la criatura. El mayor dice que ordenó al resto ir al Brincacharcos, mientras él los cubría disparándole a los Wraith. Tras matar a uno, Sheppard corre de espalda hacia los árboles, y no alcanza a ver una telaraña con un gran bicho negro que está en su camino, el cual termina agarrado a él. Ford explica que han intentado de todo para sacarlo, incluyendo dispararle a quemarropa, pero la criatura cada vez parece sanarse asimismo, absorbiendo la energía del Mayor, como hacen los Wraith. Ellos conjeturan entonces que quizás el bicho sea un pariente prehistórico de estos. Dado que la criatura posee un abdomen suave, Beckett sugiere que utilicen distintas sustancias para removerlo de la misma forma como se saca a una sangujuela. El yodo y el alcohol no surten efecto, pero al echarle sal y agua la criatura reacciona y empieza a aferrarse más fuertemente al Mayor, causándole mucho dolor.
En tanto, un grupo de científicos, que incluye al checo Dr. Zelenka y al estadounidense Dr. Kavanagh, esta en Atlantis trabajando en una solución. Sin embargo, Kavanagh demuestra ser de poca ayuda e incluso llega a discutir con Weir por haberlo tratado como un militar. Weir entonces le advierte que lo enviara por el Portal a un mundo deshabitado si sigue desperdiciando tiempo por culpa de su ego, aunque Kavanagh no parece tomar en serio esta amenaza.
Mientras, la situación del Mayor Sheppard continúa empeorando. Él menciona que tras ser atacado por el insecto, un Espectro apareció, lo vio y luego se retiró. John piensa que al verlo con el insecto, el Wraith lo dio simplemente por muerto. En ese momento, Ford sugiere enviar al Mayor al horizonte de eventos, lo que lo mantendría en "animación suspendida" hasta lograr atravesar el Portal. Sin embargo, Beckett advierte que la criatura podría reaccionar a los efectos del Stargate de mala forma, por lo que primero deben sacarla. Sheppard entonces tiene una idea. Él les dice que usen el desfibrilador en él, ya que si muere el insecto actuara como los Wraith, dejando de alimentarse y soltándose del Mayor. Aunque renuente, Ford le aplica el desfibrador y el Sheppard "muere". Tras sacar a la criatura y dispararle varias veces, vuelven a usar el desfibrilador para revivir al Mayor. Como no funciona, Teyla Emmagan cruza hacia el horizonte de eventos sosteniendo a John, donde permanece en "éxtasis".
Por su parte, gracias información del Dr. Zelenka y después de varios intentos, McKay logra retraer los alerones del Saltador. Sin embargo, debido a que ya perdieron toda la inercia la nave no se mueve. A un minuto de que se cierre el Portal, Kavanagh les dice que vuelen la compuerta trasera, lo que les debería dar el suficiente impulso para atravesar el Portal. Ford acepta quedarse para activar el control manual, mientras McKay atraviesa el horizonte de eventos. La compuerta es abierta, y Ford se agarra con todas sus fuerzas, mientras el Brincacharcos cruza el Portal y finalmente llega a Atlantis, donde Sheppard es revivido con éxito por el Dr. Beckett.

## Artistas invitados
- Paul McGillion como Carson Beckett.
- Craig Veroni como Peter Grodin.
- Christopher Heyerdahl como Halling.
- Ben Cotton como Kavanagh.
- Fiona Hogan como Simpson.
- Edmond Wong como Técnico.
- Joseph May como el Sargento Markham.
- Boyan Vukelic como el Sargento Stackhouse.
- David Nykl como el Dr. Zelenka.